# Virgen de la Sede (Catedral de Sevilla)
La Virgen de la Sede es una advocación de la Virgen María venerada en la ciudad andaluza de Sevilla (España), y la titular de la catedral de Santa María de la Sede de Sevilla.

## Historia y descripción
Está situada en la parte inferior del retablo mayor de la catedral de Sevilla y fue realizada en el siglo XIII. Según algunos autores es una obra anónima vasco-navarra, sin embargo otros autores sostienen que presenta una clara influencia francesa.
La imagen de la Virgen, es de madera y sostiene al Niño Jesús en sus brazos, está recubierta por láminas de plata. Es de talla completa, por lo que las ropajes de la Virgen María y del Niño Jesús están tallados en el mismo bloque de madera que las imágenes. 
Esta virgen da nombre al templo de la Catedral de Sevilla, llamado oficialmente catedral de Santa María de la Sede. El arzobispo Raimundo de Losana la declaró patrona de la sede episcopal de la ciudad de Sevilla en el siglo XIII.